# Рувијано (Казерта)
Рувијано (итал. Ruviano) је насеље у Италији у округу Казерта, региону Кампанија.
Према процени из 2011. у насељу је живело 317 становника. Насеље се налази на надморској висини од 70 м.

## Становништво
| 1931. | 1936. | 1951. | 1961. | 1971. | 1981. | 1991. | 2001. | 2011. |
| ----- | ----- | ----- | ----- | ----- | ----- | ----- | ----- | ----- |
| 2.414 | 2.577 | 2.871 | 2.699 | 2.175 | 2.109 | 2.008 | 1.914 | 1.822 |